# Rhamphidium veitchii
Rhamphidium veitchii är en bladmossart som beskrevs av Hugh Neville Dixon 1930. Rhamphidium veitchii ingår i släktet Rhamphidium och familjen Ditrichaceae. Inga underarter finns listade i Catalogue of Life.